# ان‌زداکس‌تی
ان‌زداکس‌تی (انگلیسی: NZXT) شرکت فناوری اطلاعات آمریکایی است، که در سال ۲۰۰۴ تأسیس شد.